# Arrondissement de Middelbourg
L'arrondissement de Middelbourg est une ancienne subdivision administrative du département des Bouches-de-l'Escaut créée le 15 mai 1810 et supprimée le 11 avril 1814.

## Composition
Il comprenait les cantons de Flessingue, Middelbourg et Veere.